# Tháp Nhạn
Tháp Nhạn trong tiếng Ê-Đê và Jarai gọi là Yang Kơ Hmeng là một tháp Champa nằm trên núi Nhạn, thắng cảnh tiêu biểu của Tuy Hòa, tỉnh lị của Phú Yên.
Tháp được người Chăm sinh sống ở lưu vực châu thổ sông Ba xây dựng nên vào khoảng thế kỉ 12.
Tháp có hình tứ giác với 4 tầng, càng lên cao càng thu nhỏ lại so với tầng dưới, nhưng vẫn theo phong cách tầng dưới. Tháp cao khoảng 23,5m. Mỗi cạnh chân tháp dài 10m.
Qua sự tàn phá của thời gian và chiến tranh, nhiều phần của tháp bị hư hỏng nặng, nhưng nhờ được sự trùng tu, tôn tạo của chính quyền tỉnh Phú Yên, tháp được phục dựng lại nguyên gốc và mang một vẻ đẹp mới.
Tháp Nhạn nằm trên núi Nhạn, soi bóng trên Đà giang vĩ đại tạo nên bức tranh sơn thủy hữu tình: Núi Nhạn - Sông Đà Rằng.
Tháp Nhạn là công trình kiến trúc nghệ thuật có giá trị lịch sử cao của người Chăm và đây cũng là một thắng cảnh tiêu biểu của tỉnh Phú Yên. Tháp Nhạn đã được Bộ Văn hóa - Thông tin (nay là Bộ Văn hóa - Thê thao - Du lịch) công nhận là Di tích kiến trúc - nghệ thuật cấp quốc gia vào ngày 16 tháng 11 năm 1988.